# Eumyrmococcus kusiacus
Eumyrmococcus kusiacus är en insektsart som beskrevs av Williams 1998. Eumyrmococcus kusiacus ingår i släktet Eumyrmococcus och familjen ullsköldlöss. Inga underarter finns listade i Catalogue of Life.